# Jeniški jezik
Jeniški jezik (ISO 639-3: yec) jezik kojim govori oko 16 000 Njemačkih Putnika, nomadske etničke skupine, poznatih kao Jeniši.
Govori se poglavito u Njemačkoj, a također nešto i u Švicarskoj, Austriji, Francuskoj, Luksemburgu i Nizozemskoj. 
Mješavina je nekoliko jezika, njemačkog, putničkog danskog [rmd], zapadnojidiškog [yih], vlaškog romskog [rmy] i hebrejskog [heb].

## Vanjske poveznice
- Ethnologue (14th)
- Ethnologue (15th)